# Morfogenesi (tecnologia)
La morfogenesi in tecnologia è l'insieme dei processi possibili che portano alla trasformazione della materia
In base al campo di studi in cui si opera, questo termine può assumere diversi significati. Dobbiamo, in primo luogo, prendere in considerazione alcune distinzioni: la materia può essere suddivisa in due categorie, animata e inanimata, così come i processi, casuali e intenzionali. In biologia, la morfogenesi è legata alla materia animata che interagisce con processi sia casuali, sia intenzionali, come lo sviluppo di una cellula o l'evoluzione di un organismo.
. In geologia, riguarda soprattutto le combinazioni di materia inanimata e processi casuali, come l'insieme dei fattori che modellano i rilievi della crosta terrestre.
La tecnologia, infine, si occupa delle combinazioni di tutti i tipi di materia e di processi possibili. .

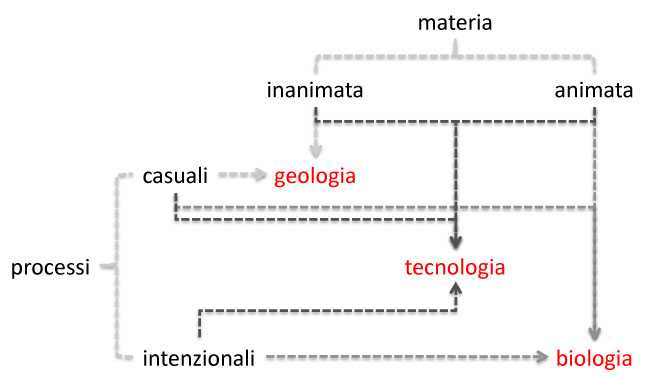
I significati attribuiti alla morfogenesi

In termini tecnologici, la genesi delle forme, evidenzia la trasformazione del materiale. La scheggiatura di un sasso o l'impronta di un piede nel fango sono due immagini definite dalla modificazione subita dal materiale, probabilmente intenzionale la prima e involontaria la seconda.
La trasformazione si suddivide in varie fasi di un processo che porta alla configurazione finale. Il pensiero idealista vede nella forma finale il raggiungimento di un obiettivo, la realizzazione di un ordine desiderato; in estrema sintesi, la materia non possiede una forma propria, è l'intelletto che immagina la forma da attribuire alla materia. Il pensiero positivista sposta l'attenzione sul valore dell'esperienza, sull'insieme delle condizioni necessarie e sufficienti perché il materiale possa assumere la forma o configurazione finale.

## Casi di studio

### Il riparo
Per quanto possa apparire istintivo (e quindi privo di valori semantici propri), la adozione di un riparo dagli agenti atmosferici implica nell'individuo e nel gruppo una sequenza ordinata di osservazioni/decisioni che modificano il contesto in misura a volte marginale altre volte significativa. Ripararsi sotto un tronco abbattuto dal vento o da un fulmine può essere un evento momentaneo che non lascia alcuna traccia. Poi, però, il tronco viene spostato appoggiando una delle estremità su un supporto più alto, al di sotto si scava il terreno per migliorare l'accoglienza, due o più tronchi vengono accostati per sviluppare lo spazio protetto in direzione ortogonale, l'interstizio tra i tronchi viene riempito con altra vegetazione e terra. Alla fine di un processo maturato nel corso di centinaia o migliaia di anni appare un soffitto, al di sotto del quale sono scavati gli ambienti che anticipano quello che nel tempo si consoliderà come modello di abitazione umana.
Sino alla genesi del soffitto, le modalità di impiego dei materiali è comune a molte specie viventi. Il castoro utilizza diverse strategie costruttive per dislocare i tronchi, renderli solidali tra loro ed infine stuccare gli interstizi con fango ed erba. Anche altri animali, come il pinguino di Magellano, utilizzano congiuntamente lo scavo del terreno e l'accatastamento della vegetazione.
L'idea di ripararsi sotto qualcosa scavando (e solo successivamente modellare quel qualcosa per migliorarne la funzionalità) non solo si ritrova in forme del tutto simili in tutti i continenti ma interessa anche altri materiali oltre il legno. Nel villaggio dell'età del bronzo di Cucuruzzu in Corsica alcuni massi sono scavati nella parte inferiore (probabilmente utilizzando la tecnica dei cunei in legno imbevuti di acqua per facilitare il distacco). L'insieme delle esperienze progressivamente si diversifica in relazione alle condizioni climatiche dei luoghi ed i modelli di casa acquistano riconoscibilità, autonomia e organicità, perdendo quasi tutti i riferimenti che li collegano alle comuni origini.

### La colonna

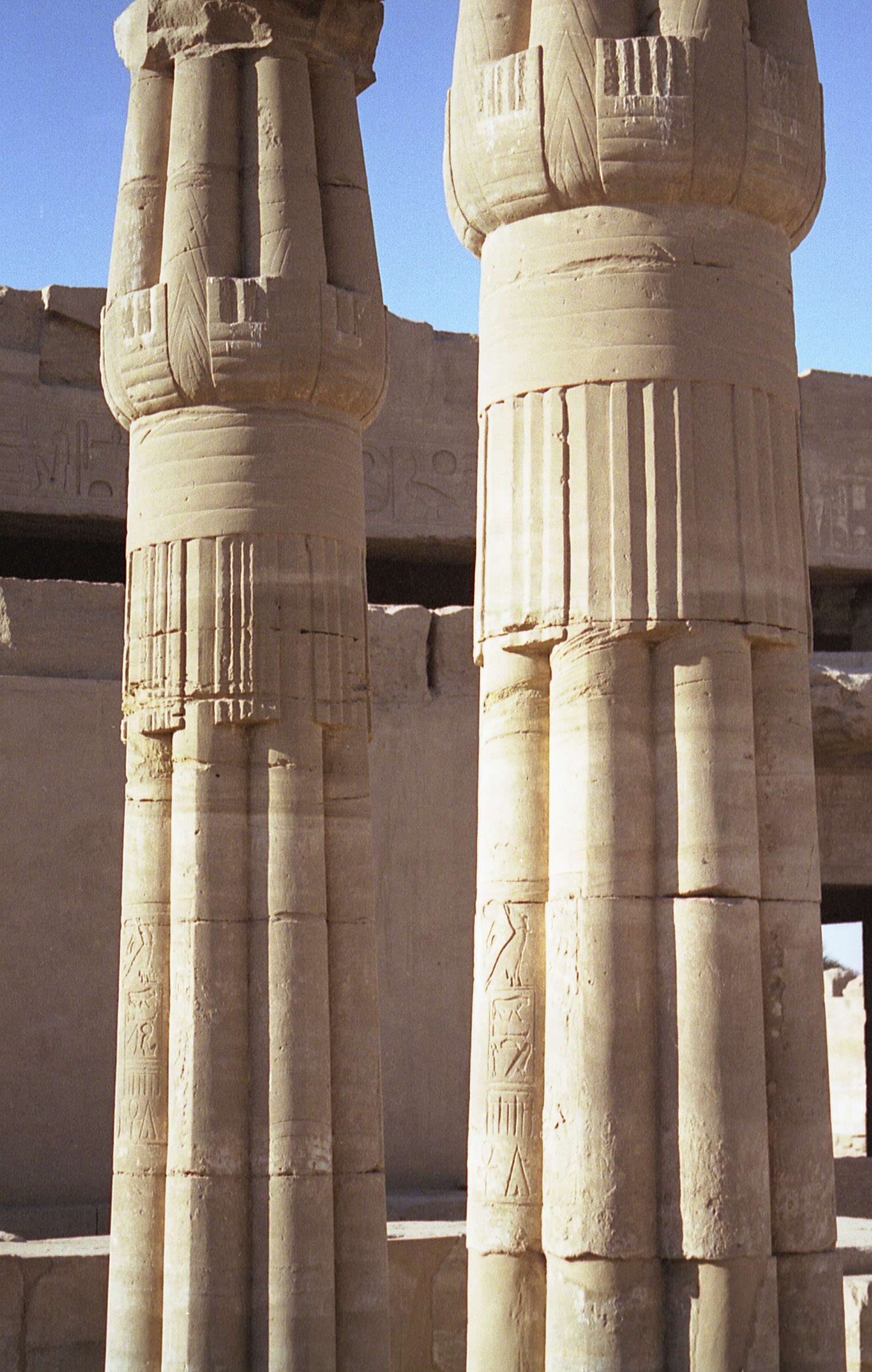
Un fascio di canne scolpito a formare una colonna

La colonna in pietra deriva sia in Egitto (prima del 2000 a.C.) sia in Grecia (dopo il 600 a.C.) da precedenti costruzioni in legno. Per verificarlo basta osservare nel tempio di Kranak le colonne che portano l'impronta in pietra delle canne legate insieme. Nel tempio greco i triglifi, prima di diventare puro linguaggio, costituivano il sistema di ancoraggio delle travi trasversali del tetto alla trave longitudinale appoggiata sul muro o sulle colonne sottostanti. L'avvedutezza dei carpentieri greci, unita alla elasticità del legno, garantivano la razionalità e la coerenza strutturale che si sono irrimediabilmente perse con l'avvento della pietra. In una terra ad elevato rischio sismico come la Grecia, appesantire la costruzione riducendo la collaborazione tra le parti resistenti ha certamente facilitato i numerosi crolli che hanno interessato pressoché tutti i templi del periodo classico.
Le tecniche di estrazione, trasporto, modellazione e messa in opera della pietra da un lato, la definizione strutturale e tipologica del tempio in legno dall'altro, si sono evolute parallelamente. Poi la relazione tra la forma, materiale e tecnica costruttiva è stata sostituita da quella tra forma, linguaggio e significati simbolici. Bisognerà aspettare la nascita dell'architettura gotica dopo il 1000 d.C. per restituire alla pietra un comportamento strutturale che valorizzi la resistenza alla compressione tipica del materiale.
Ma la morfogenesi della pietra comincia prima dei suoi impieghi ed è rivelata dal colore, dalle eventuali venature, porosità e inclusioni. Infatti le rocce dalle quali vengono estratti i blocchi possono avere origini diverse (sedimentarie, metamorfiche, magmatiche) e variano i composti chimici che le compongono. Per riscoprire queste ulteriori caratteristiche la pietra deve spesso subire trattamenti superficiali appropriati. I buchi lasciati nel travertino dagli organismi animali e vegetali imprigionati durante la sedimentazione restano sempre in vista. La venatura di un marmo (legata alla metamorfosi di composti minerali che non si mescolano) o la struttura granulare del granito (legata alla compresenza di minerali diversi presenti nel magma) hanno invece bisogno della levigatura e della lucidatura per essere pienamente apprezzati.

### Il cesto
in molti cesti utilizzati nel passato per il trasporto del fieno, i giunchi di salice possono apparire grossolani, poco rifiniti (lasciati con la corteccia). Anche il sistema di giunzione centrato su un unico tipo di nodo sembra ripetersi in modo quasi meccanico. Eppure la ordinata sequenza di gesti manuali attribuisce progressivamente una forma che la materia base non suggerisce. Il giunco ha uno sviluppo lineare; l'intreccio utilizza la linearità per generare un'altra geometria. Piccole variazioni nella inclinazione e nella distanza degli elementi tra loro prima danno vita ad una spirale giacente su un piano, poi la spirale conquista la terza dimensione circoscrivendo una superficie a doppia curvatura convergente.
Le regole di crescita delle spine in un ramo di acacia sono simili a quelle dei giunche in un cesto e dipendono dai movimenti nello spazio tridimensionale della nuova spina rispetto alla precedente. Ed è proprio la crescita (e non l'ispirazione o l'immaginazione) che genera molte delle forme sia presenti in natura sia prodotte dall'uomo. Quando però alle tre dimensioni dello spazio si aggiunge anche il tempo, assieme ai fattori noti o costanti si aggiungono anche quelli casuali o incerti che rendono discutibili sia l'aderenza della forma ad un modello predeterminato sia l'estrazione di un modello da un insieme di forme simili.
La geometria dei frattali si è incaricata di offrire una soluzione per simulare la presenza di fattori casuali in un processo morfogenetico. Attraverso una procedura, iterata un sufficiente numero di volte, viene progressivamente approssimato il risultato finale, in modo da sfruttare l'auto-similarità che connota molti oggetti del mondo reale dove una parte è abbastanza simile al tutto. L'algoritmo evolutivo riesce a descrivere la crescita della pianta introducendo fattori di disturbo come il vento o altro.
Processi iterativi, intenzionali e casuali, che generano la forma

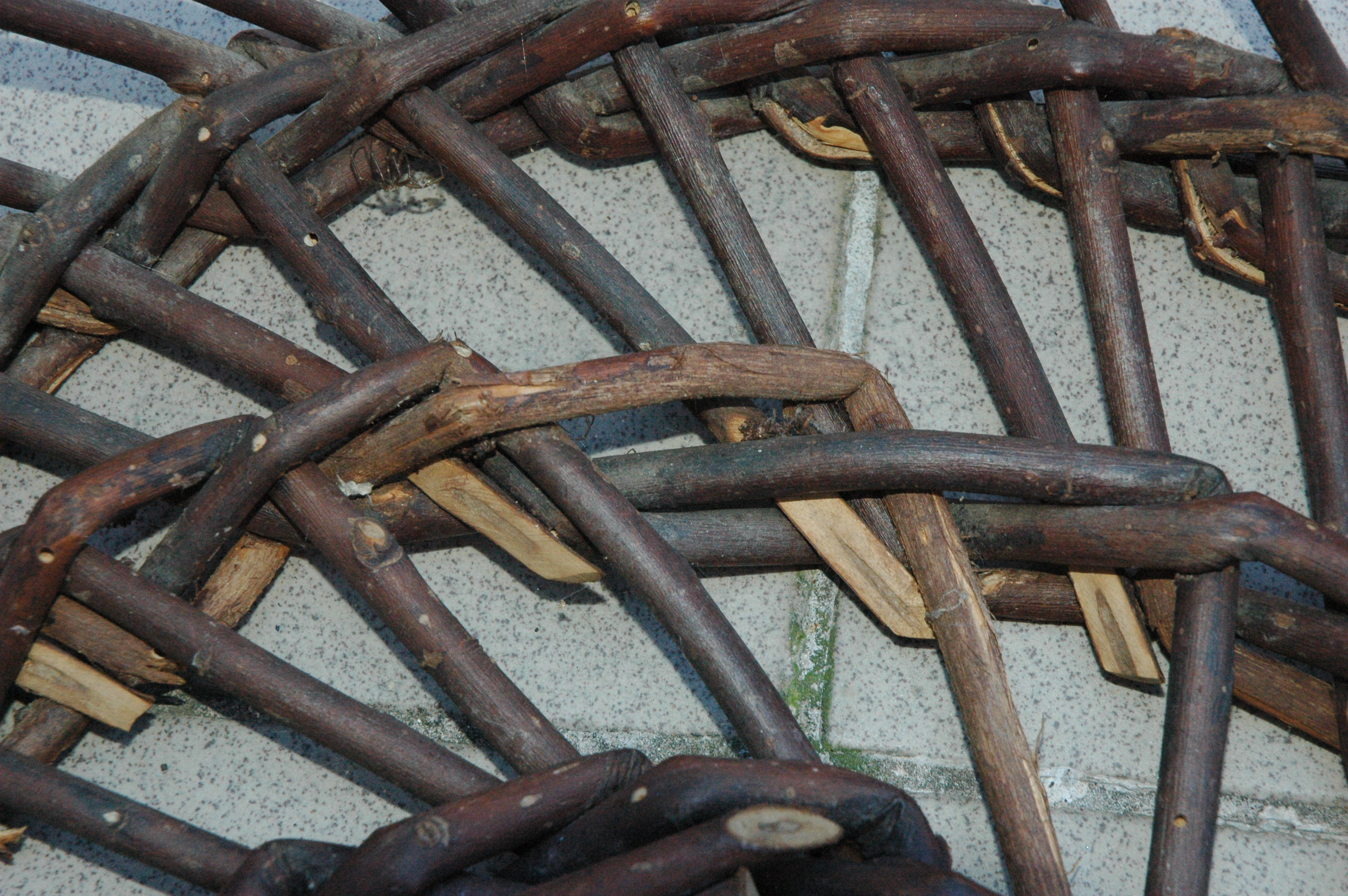
Spirale generata dalla successione dei nodi
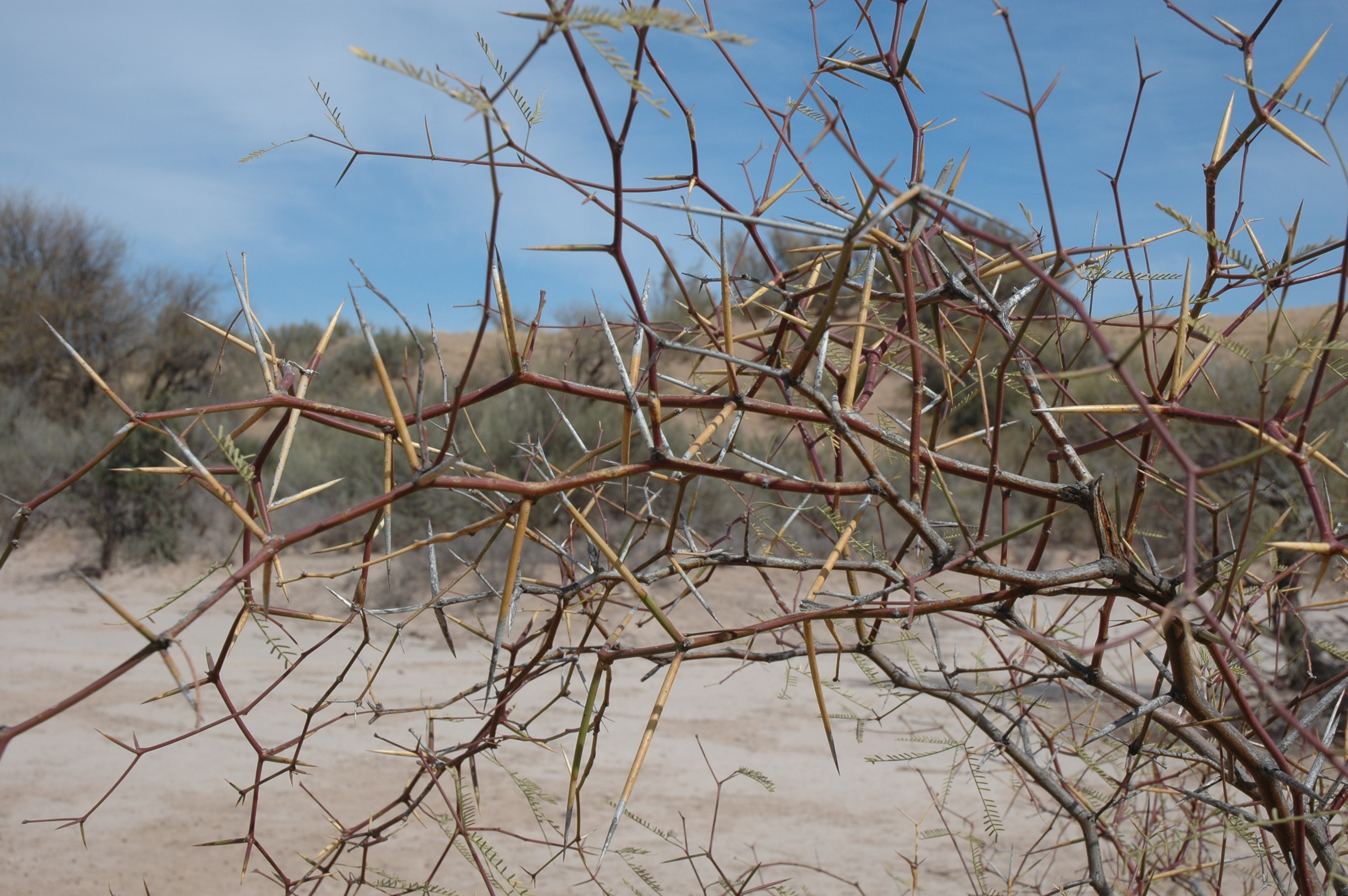
Spine disposte secondo la spirale di crescita
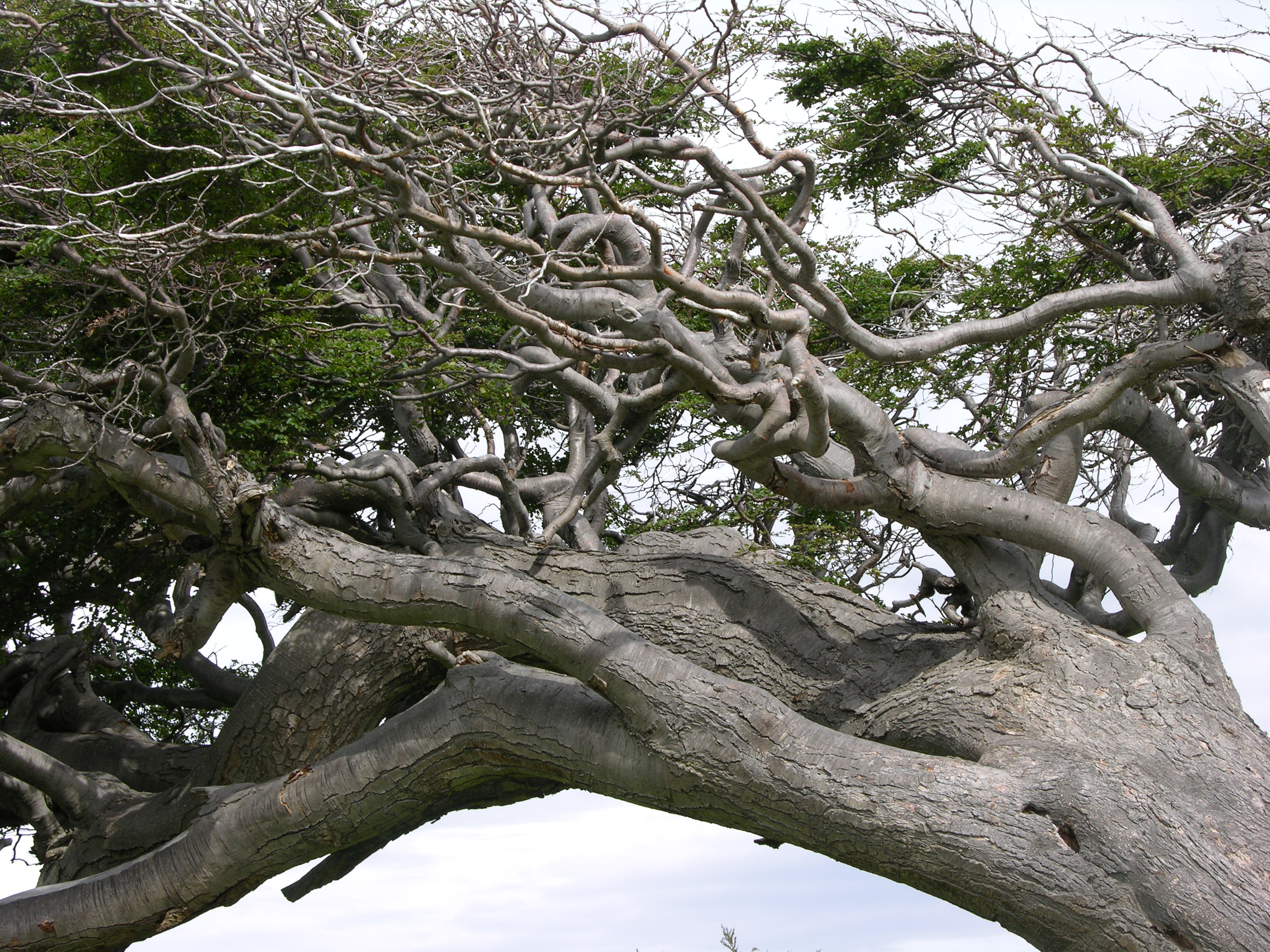
Combinazione della crescita con fattori casuali esterni

### La bottiglia
Secondo molti paleontologi il vetro si ottiene dalla fusione di sabbie silicee ed i primi oggetti vetrificati risalgono a prima del 4000 a.C. per la considerazione ottenuta dal materiale formatosi casualmente vicino ad un fuoco. Per la modellazione, bisogna lavorare l'impasto ad una temperatura di diverse centinaia di gradi quando è ancora allo stato vischioso. Questo implica l'impiego di utensili che evitino di bruciarsi le mani, derivati dalle tecniche messe a punto per la lavorazione dei metalli molto diverse dalla manualità delle lavorazioni dell'argilla. Eppure le iniziali forme degli oggetti in vetro sembrano ricalcare quelle delle suppellettili in terracotta, a loro volta originate dalla evoluzione di intrecci vegetali impermeabilizzati con il fango.
Per il passaggio dalla modellazione della pasta vischiosa alla soffiatura (prima del 1500 a.C.) le precedenti esperienze con il tornio per la produzione di vasi in terracotta non servono e non aiutano. Bisogna introdurre un diverso punto di vista che utilizza nel processo la pressione dell'aria invece che delle mani o dell'utensile. Fino dal paleolitico l'uomo ha utilizzato le pelli degli animali (e forse anche budelli e vescica) come recipienti per i liquidi. Ed i liquidi generano la pressione interna che modella il recipiente organico esattamente come la soffiatura è in grado di modellare il vetro. Ulteriori suggerimenti per la modellazione della forma (sia per il vetro sia per la terracotta) saranno venuti pure dalla zucca che prima si gonfia durante la maturazione per la pressione dei liquidi interni, poi l'involucro si solidifica e l'interno si secca vuotandosi.